# Torneo Nacional de Boxeo Playa Girón 2012
Das Torneo Nacional de Boxeo Playa Girón 2012 wurde vom 16. bis zum 23. Dezember 2012 in Sancti Spíritus ausgetragen und war die 51. Austragung der nationalen kubanischen Meisterschaften im Amateurboxen.

## Medaillengewinner
Die Meistertitel wurden in zehn Gewichtsklassen vergeben.
| Gewichtsklasse                   | Gold                | Silber              | Bronze            |
| -------------------------------- | ------------------- | ------------------- | ----------------- |
| Leichtfliegengewicht (bis 49 kg) | Yosvany Veitía      | Yunier Echevarria   | Eriel Pérez       |
| Leichtfliegengewicht (bis 49 kg) | Yosvany Veitía      | Yunier Echevarria   | Andy Cruz Gómez   |
| Fliegengewicht (bis 52 kg)       | Dariesky Palmero    | Víctor Aguilar      | Leodan Núñez      |
| Fliegengewicht (bis 52 kg)       | Dariesky Palmero    | Víctor Aguilar      | Victor Abreu      |
| Bantamgewicht (bis 56 kg)        | Robeisy Ramírez     | Lázaro Álvarez      | Marcos Forestal   |
| Bantamgewicht (bis 56 kg)        | Robeisy Ramírez     | Lázaro Álvarez      | Norlan Yera       |
| Leichtgewicht (bis 60 kg)        | Iván Oñate          | Luis Oliva          | José Vera         |
| Leichtgewicht (bis 60 kg)        | Iván Oñate          | Luis Oliva          | Armando Martínez  |
| Halbweltergewicht (bis 64 kg)    | Yasniel Toledo      | Jorge Moiran Vinet  | Vladimir Díaz     |
| Halbweltergewicht (bis 64 kg)    | Yasniel Toledo      | Jorge Moiran Vinet  | Collazo Sotomayor |
| Weltergewicht (bis 69 kg)        | Roniel Iglesias     | Arisnoide Despaigne | Osnay Bencosme    |
| Weltergewicht (bis 69 kg)        | Roniel Iglesias     | Arisnoide Despaigne | Yoelquis Labaniño |
| Mittelgewicht (bis 75 kg)        | Yasiel Despaigne    | Carlos Banteur      | Ramon Luis        |
| Mittelgewicht (bis 75 kg)        | Yasiel Despaigne    | Carlos Banteur      | Justo Valle       |
| Halbschwergewicht (bis 81 kg)    | Julio César La Cruz | Yaikel Kindelán     | Georky Barrientos |
| Halbschwergewicht (bis 81 kg)    | Julio César La Cruz | Yaikel Kindelán     | Emmanuel Reyes    |
| Schwergewicht (bis 91 kg)        | Leinier Perot       | José Larduet        | Ronney Aguirre    |
| Schwergewicht (bis 91 kg)        | Leinier Perot       | José Larduet        | Frank Sánchez     |
| Superschwergewicht (über 91 kg)  | Yoandris Toirac     | Erislandy Savón     | José Chapotin     |
| Superschwergewicht (über 91 kg)  | Yoandris Toirac     | Erislandy Savón     | Yuniel Castro     |